# Пештеніца
Пештеніца (рум. Peștenița) — село у повіті Хунедоара в Румунії. Входить до складу комуни Денсуш.
Село розташоване на відстані 286 км на північний захід від Бухареста, 36 км на південь від Деви, 149 км на південний захід від Клуж-Напоки, 124 км на схід від Тімішоари.

## Населення
За даними перепису населення 2002 року у селі проживала 331 особа, усі — румуни. Усі жителі села рідною мовою назвали румунську.